# Francisco José Pérez Pérez
Francisco José Pérez Pérez (Vigo, 8 de setembre de 1920 – 11 de setembre de 1999), fou un jugador d'escacs espanyol, posteriorment nacionalitzat cubà.

## Resultats destacats en competició
Va guanyar el Campionat d'Espanya d'escacs en tres ocasions, a Múrcia el 1948 (superant el català Rafael Saborido), a Tarragona el 1954 (superant Román Torán), i a Lugo el 1960 (altre cop davant el català R. Saborido).
Va jugar, representant Espanya, a les Olimpíades d'escacs de 1958 i 1960, i també al Campionat d'Europa d'escacs per equips d'Oberhausen, 1961, on hi fou el primer tauler.
Va formar part de la selecció espanyola a l'històric Matx Radiofònic entre l'Argentina i Espanya de 1946.
En torneigs, va ser 8è al fort Torneig Internacional de Barcelona 1946 (el campió fou Miguel Najdorf); va obtenir el primer lloc al torneig de Madrid de 1959, empatat a punts amb Arturo Pomar.
La FIDE li va atorgar el títol de Mestre Internacional (MI) el 1959.
Posteriorment va emigrar a Cuba, i va representar aquell país a l'Olimpíada d'escacs de 1964, al segon tauler.

## Escriptor d'escacs
Pérez va col·laborar en diferents diaris revistes de Madrid i Barcelona, entre els quals, el diari «Marca».
Va escriure, en col·laboració amb Ricardo Aguilera.  els següents llibres d'escacs:
- Ajedrez hipermoderno I, editorial Fundamentos, ISBN 978-84-245-0388-8, Madrid.
- Ajedrez hipermoderno II, editorial Fundamentos, ISBN 978-84-245-0389-5, Madrid.